# Muxika
Muxika è un comune spagnolo di 1 320 abitanti situato nella comunità autonoma dei Paesi Baschi.